# ديف غرول
ديفيد إريك (بالإنجليزية: Dave Grohl)‏ «ديف» غرول (ولد في 14 يناير عام 1969) هو موسيقي روك أمريكي وعازف متعدد الآلات ومغني وكاتب أغاني ومنتج، وهو معروف بكونه عازف الطبول السابق لفرقة الغرنج نيرفانا، والمؤسس والمغني الرئيسي وكاتب الأغاني الرئيسي وعازف الإيتار الإيقاعي في فرقة الروك فو فايترز.

## روابط خارجية
- ديف غرول على موقع IMDb (الإنجليزية)
- ديف غرول على موقع الموسوعة البريطانية (الإنجليزية)
- ديف غرول على موقع ألو سيني (الفرنسية)
- ديف غرول على موقع ميوزك برينز (الإنجليزية)
- ديف غرول على موقع ميوزك برينز (الإنجليزية)
- ديف غرول على موقع رولينغ ستون (الإنجليزية)
- ديف غرول على موقع أول موفي (الإنجليزية)
- ديف غرول على موقع قاعدة بيانات الأفلام السويدية (السويدية)
- ديف غرول على موقع إن إن دي بي (الإنجليزية)
- ديف غرول على موقع أول ميوزيك (الإنجليزية)
- (Foo Fighters)
- Dave Grohl Band Discography
- Live Review at ArtistDirect.com